# 鬼塚喜八郎
鬼塚 喜八郎（おにつか きはちろう、1918年〈大正7年〉5月29日 - 2007年〈平成19年〉9月29日）は、日本の実業家で、アシックスの前身のひとつである鬼塚商会の創業者、アシックス社長。

## 来歴・人物
鳥取県気高郡明治村大字松上（現・鳥取市松上）に農業・坂口伝太郎 かめの3男2女の末子として生まれた。喜八郎の名は、大倉財閥を興した大倉喜八郎にちなむという。
坂口家は、もとは小作人だったが祖父・伝十郎の代に地主となった。祖父は農業の傍ら和紙、因幡紙の仲買人なども行っていたという。長兄の坂口伝三郎は後に明治村村長を務めている。
1936年（昭和11年）に鳥取県立鳥取第一中学校（現・鳥取県立鳥取西高等学校）を卒業。同級生に阪神タイガースでプレーし、大洋ホエールズの監督を務めた藤井勇、鳥取市長や新日本海新聞社の社長を務めた金田裕夫がいる。
在学中は陸軍士官学校進学を目指していたが、一中の4年生の盆休みに村の相撲大会で怪我。肋膜炎となり療養生活を送ったために断念。卒業後の1939年（昭和14年）に徴兵検査を受け、甲種合格となり、姫路市の陸軍第10師団輜重兵第10連隊に配属となる。3カ月の訓練の後、甲種幹部候補生の試験に合格、見習士官から同期に1年余りの遅れで将校となった。
この見習士官の時代に陸士出身の上田晧俊中尉と懇意となり、上田中尉が養子縁組を結ぶ予定であった鬼塚清市、福弥夫妻とも知人となる。その後、連隊はビルマ戦線に参加。喜八郎は留守部隊指導のため残留となるが、戦地に赴く上田中尉から、自分が帰るまで代わりに鬼塚夫婦の面倒をみてやってくれと依頼される。
1944年（昭和19年）、長野県埴科郡松代町（現・長野市）の松代大本営守備隊として赴任し、1945年（昭和20年）8月の終戦を迎えた。12月に鳥取へ帰省したところ鬼塚夫婦から連絡があり、面倒をみてもらえないかとの相談を受け、上田中尉との約束を果たすために、神戸へ行き三宮の商事会社に勤める。
その後、上田中尉の戦死通知が届き、鬼塚夫婦からの願いもあり、男の約束を果たすとして鬼塚家の養子となった。
勤務していた商事会社はビアホールなどを経営するが実際にはヤミ屋のようなものであり、愛想を尽かして3年後に辞職。その後、どのような仕事をするかを思案している際、兵庫県教育委員会の保健体育課長であった堀公平から「青少年がスポーツに打ち込めるようないい靴を作ってほしい」との助言を受ける。その際に堀から、後にアシックスが標榜することとなる「『健全なる精神は健全なる肉体に宿る』ということばを知っているか」と言われたという。
その後、堀の力添えで兵庫県下の小中学校や警察にズック靴や警ら用靴を納める配給問屋の資格を得て、1949年（昭和24年）3月に個人事業の「鬼塚商会」を始める。スポーツ用シューズの製造技術は素人であり、仕入れ先に見習いとして雇ってもらい、特訓を受けたという。
1949年（昭和24年）9月に資本金30万円、社員4人で「鬼塚株式会社」を設立し社長に就任。兵庫県バスケットボール協会理事長で兵庫県立神戸高等学校バスケットボール部監督の松本幸雄に相談し、バスケットシューズの開発をすることに決める。「選手の足の動きをよく見ろ」との助言により暇があるとコート通いをし、選手から希望を聞き改良品を作った。1951年（昭和26年）夏、キュウリの酢の物にあったタコの足に目がとまり、タコの足の吸盤にヒントを得た全体を吸着盤のようにした凹型の底を考案し、鬼塚式バスケットシューズとして販売。「鬼塚なんて知らない。」と言われるなか、シューズを担いで全国の競技大会の会場を営業して歩き、神戸高校バスケットボール部の優勝などもあり次第に売れ行きを伸ばした。
その後、シューズのブランドを、新鮮で印象に残り、スポーツシューズにふさわしい強さと敏捷性を表すものとして「虎印」とした。虎印の商標権はすでに他社に取得されていたため、鬼塚と組み合わせて「ONITUKA TIGER」印を横につけ、虎の絵の下にTigerの文字を入れたマークを靴底につけた。
1952年（昭和27年）春に、出張先で喀血。肺結核と診断され、絶対安静、即入院と診断されるも、社員をまくら元に呼び、仕事を指示したという。1年ほどで治癒するが、再び喀血。再発していると診断されるが、再び会社の宿直室のふとんから仕事を指示した。新薬のヒドラジッドにより幸いにも治癒したという。
1953年（昭和28年）にはマラソンシューズの開発を目指し、別府マラソンのゴールで選手を待ち構え、足を調べたという。当時のトップ選手や大阪大学医学部の水野洋太郎教授に助言を仰ぎ、風通しを良くし、着地した時に足と中底の間にたまった熱い空気が吐き出され、足が地面から離れると冷たい空気が流れ込むという空気を入れ替える構造のシューズを開発し特許を取得した。
1956年（昭和31年）にオニツカタイガーがメルボルンオリンピック日本選手団用のトレーニングシューズとして正式採用された。
1960年ローマオリンピックでは、日本のマラソン代表選手にシューズを提供したが、彼らが惨敗する一方で裸足だったアベベ・ビキラが優勝したのを見て衝撃を受ける。帰国した鬼塚は「アベベに靴を履かせたい」という意向を社員に示し、翌1961年（昭和36年）の毎日マラソン（現・びわ湖毎日マラソン）で来日したアベベに社員を接触させて好感触を得る。足形を取って提供した靴はアベベに喜ばれたものの、のちにアベベはプーマと契約を結び、1964年東京オリンピックの際にはプーマを履いて出場した。
1964年東京オリンピックでは、オニツカの靴を履いた選手が体操、レスリング、バレーボール、マラソンなどの競技で金メダル20個、銀メダル16個、銅メダル10個の合計46個を獲得。
1965年（昭和40年）には前年に株式上場を果たすも、経営危機となり協力企業80社に約束手形の期限繰延を依頼し承諾を得た。このときの各社の協力についての恩義を今も忘れられないという。
1968年（昭和43年）に全日本運動用品工業団体連合会を設立。1974年（昭和49年）社団法人日本スポーツ用品工業協会に改組し、後の会長に就任。1983年（昭和58年）には世界スポーツ用品工業連盟の会長に就任、フアン・アントニオ・サマランチIOC会長と会合を重ね、開発途上国へのスポーツ用具寄贈などで協力を実現した。
1974年（昭和49年）に藍綬褒章、1978年（昭和53年）に紺綬褒章、1983年（昭和58年）にオーストリア共和国功労大銀章、1988年（昭和63年）に勲三等瑞宝章を受章。2001年（平成13年）にIOC功労賞を受賞。
1977年（昭和52年）に株式会社ジィティオ、ジェレンク株式会社と合併し、株式会社アシックスとなり、社長に就任。1992年（平成4年）4月に会長に就任。1995年（平成7年）4月には経常赤字、無配転落の責任をとり、代表権を返上したが、2007年（平成19年）に亡くなるまで会長職にあった。オニツカタイガーを履いて散歩に出るのが日課だったという。
1984年 (昭和59年) 5月神港学園神港高等学校（現・神港学園高等学校）理事長歴任【1984年(昭和59年)～2007年(平成19年)】
1990年（平成2年）6月からサンテレビジョン取締役、2003年（平成15年）6月からアシックス商事取締役。2005年（平成17年）7月、日本バスケットボール協会会長に就任。任期は2年。
2007年（平成19年）9月29日、心不全のため死去（89歳没）。
生前から世界を飛び回る間を縫って神戸の絵画教室でヒマワリの油絵を描くことを好み、葬儀には献花の代わりとして日本中のヒマワリの絵画を集め献花とされた。イチロー、高橋尚子、野口みずきらも葬儀に列席した。

## 経営方針
経営方針は家族主義、スパルタ式であり、最も尊敬する経営者は松下幸之助であるという。社員には見合いの世話、仲人をするなどし、また寮を設け、かつては徹底した新人教育を施したが、夜の8時から11時まで教育時間が続くため、これは労働時間とみなされて人権侵害であるとの指摘を受けたこともあるという。
1957年（昭和32年）6月、裏帳簿を付けていたことが発覚し、税務署から約2000万円の追徴金を受けた。このことを契機として公私の区別をつけることを肝に銘じ、同族企業からの脱却を決意したという。1959年（昭和34年）5月に創業者である自分の持ち株の7割を全社員に分けた。
創業者でありながら2006年（平成18年）12月現在の持株は134万株（約0.7%）、グループ従業員持株会の保有する約408万株（約2%）よりも少ないことが、会社を同族会社にしないという決意を表したものといえよう。

## 著書
- 『アシックス鬼塚喜八郎の「経営指南」 - 創業50年。難路かく越えり』　致知出版社、2000年、ISBN 4884745841
- 『転んだら起きればいい! - 若き起業家たちへ わが体験的企業経営論』　PHP研究所、2000年、ISBN 4569612881
- 『私の履歴書 - 鬼塚喜八郎』　日本経済新聞社、1991年、ISBN 4532160081